# Fire Safety Journal

Fire Safety Journal es una revista científica de pago mediante peer-reviewed que aborda investigaciones originales y multidisciplinares sobre todos los aspectos de la ingeniería del fuego y la protección contra incendios. Los temas incluyen química y física del fuego, dinámica de incendios, explosiones, sistemas de protección contra incendios, detección, supresión, respuesta estructural, protección pasiva y activa, investigación de incendios, diseño (incluidos artículos de consumo, plantas industriales, transporte, edificación), comportamiento ante el fuego ( físico, fisiológico y psicológico ), evaluación de riesgos, dirección de emergencias, legislación y educación entre otros.
Esta revista es la publicación oficial de la International Association for Fire Safety Science y es publicada por Elsevier.
Dougal Drysdale fue editor jefe de la publicación desde 1989 hasta 2009, y actualmente ostenta el cargo José Torero

## Indexado
La revista esta indexada en Cambridge Scientific Abstracts, Chemical Abstracts, Compendex, Current Contents/Engineering, Engineered Materials Abstracts, Engineering Index, Fire Technology Abstracts, Materials Science Citation Index, Metal Abstract, Research Alert, PASCAL, Science Citation Index, SCISEARCH y Scopus. 

Según Journal Citation Reports, en 2009 el factor de impacto era 1.259 y en 2010 es de 1.017, con un factor de impacto para 5 años de 1.229 según Thomson Reuters Journal Citation Reports 2011.